# Stade français (natation synchronisée)
Pour les articles homonymes, voir Stade français (homonymie).
Le Stade français est un club omnisports parisien dont la section natation synchronisée fait partie de l'élite française.

## Histoire de la section
La section est fondée en 2000 à partir de l'ancienne section du Racing Club de France. En 2006 la section devient pôle espoir pour l'Ile de France.

## Palmarès
| Année     | Rang | Référence |
| --------- | ---- | --------- |
| 2004-2005 | 5e   | [ 1 ]     |
| 2005-2006 | 4e   | [ 2 ]     |
| 2006-2007 | 4e   | [ 3 ]     |
| 2007-2008 | 6e   | [ 4 ]     |
| 2008-2009 | 8e   | [ 5 ]     |
| 2009-2010 | 8e   | [ 6 ]     |
| 2010-2011 | 10e  | [ 7 ]     |
| 2011-2012 | 7e   | [ 8 ]     |

## Nageuse notoire
- Iphinoé Davvetas (en), quadruple championne de Grèce entre 2005 et 2010, championne de France en 2012, membre de l'équipe de France lors des championnats du monde de natation 2013[9].
- Claire Sorrel-Dejerine